# Veronika Neugebauer
Veronika Aryana Neugebauer (München, 27 november 1969 – aldaar, 11 oktober 2009) was een Duitse (stem)actrice.
Neugebauer studeerde theater in New York, Parijs en Londen.
Zij werd bekend als de blondine Gaby Glockner in de Duitse kinder- en jeugdluisterspelreeks TKKG. Daarnaast deed zij ook mee in een aantal afleveringen van Tatort, in de serie Die Sitte en in de speelfilm Comedian Harmonists. Zij leende haar stem uit voor de Duitse versies van verschillende Engelstalige films (onder meer Big Fish, Ed Wood en Three to Tango) en televisiereeksen als Pokémon en Sailor Moon.

## Gesynchroniseerde rollen
Rica Matsumoto
- 2001: Pokémon 4 – Die zeitlose Begegnung als Ash Ketchum
- 2002: Pokémon – Mewtu kehrt zurück als Ash Ketchum
- 2002: Pokémon 5 – Heroes als Ash Ketchum
- 2003: Pokémon 6 – Jirachi: Wishmaker als Ash Ketchum
- 2004: Pokémon 7 – Destiny Deoxys als Ash Ketchum
- 2005: Pokémon 8 – Lucario und das Geheimnis von Mew als Ash Ketchum
- 2006: Pokémon 9 – Pokémon Ranger und der Tempel des Meeres als Ash Ketchum
- 2007: Pokémon 10 – Der Aufstieg von Darkrai als Ash Ketchum
- 2008: Pokémon 11 – Giratina und der Himmelsritter als Ash Ketchum

Neve Campbell
- 1996: Scream – Schrei! als Sidney Prescott
- 1997: Scream 2 als Sidney Prescott
- 1998: Wild Things als Suzie Marie Toller
- 1999: Ein Date zu dritt als Amy Post
- 2000: Scream 3 als Sidney Prescott
- 2000: Panic – Der Tod hat Tradition als Sarah Cassidy
- 2003: The Company – Das Ensemble als Loretta „Ry“ Ryan
- 2007: Closing the Ring als Marie

Valeria Bruni Tedeschi
- 1996: Immer wieder die Frauen als Aliette
- 2004: 5x2 – Fünf mal zwei als Marion
- 2005: Meeresfrüchte als Béatrix
- 2005: Die Zeit die bleibt als Jany

Piper Perabo
- 2001: Lost and Delirious als Pauline „Paulie“ Oster
- 2002: Freche Biester! als Genevieve Le Plouff

Missi Pyle
- 2003: Big Fish als Mildred
- 2004: 50 erste Dates als Noreen

### Films
- 1981: Annie Belle als Emily in Absurd
- 1992: Holly Marie Combs als Jennifer Campbell in Dr. Giggles
- 1994: Patricia Arquette als Kathy O'Hara in Ed Wood
- 1995: Caroline Barclay als Caroline Sullivan in Candyman 2 – Die Blutrache
- 1997: Aimee Graham als Estelle Satisfy in Perdita Durango
- 1998: Lisa Bonet als Rachel Banks in Der Staatsfeind Nr. 1
- 1999: Lucy Liu als Pearl in Payback – Zahltag
- 1999: Heather Donahue als Heather Donahue in Blair Witch Project
- 1999: Leelee Sobieski als Jeanne d'Arc in Jeanne d’Arc – Die Frau des Jahrtausends
- 2001: Heidi Klum als Jasmine in Über kurz oder lang
- 2001: Leelee Sobieski als Jennifer in My First Mister
- 2001: Marisa Tomei als Lola in Was Frauen wollen
- 2002: Zooey Deschanel als Samantha Harper in Abandon – Ein mörderisches Spiel
- 2003: Melanie B als Louise in LD 50 Lethal Dose
- 2006: Devon Aoki als Kasumi in D.O.A. – Dead or Alive
- 2006: Megumi Hayashibara als Atsuko „Paprika“ Chiba in Paprika
- 2007: Crystal Lowe als Elena in Wrong Turn 2: Dead End
- 2008: Olivia Colman als Janet/ Schwester Violetta Kiss in Liebe zwischen den Zeilen
- 2008: Nicole Parker als Amy Winehouse, Jessica Simpson in Disaster Movie
- 2008: Salli Saffioti als Ingrid Hunnigan in Resident Evil: Degeneration
- 2008: Alba Rohrwacher als Annalisa in Stilles Chaos
- 2009: Nicole Tubiola als Courtney in Die Schein-Hochzeit
- 2009: Tina Parker als Cheyenne in Final Destination 4

### Series
- 1993–1994: Bonkers, der listige Luchs von Hollywood – Karla DeVito als Miranda Wright
- 1995–1998: Sailor Moon – Emi Shinohara als Sailor Jupiter/ Makoto Kino
- 1996: Willkommen im Leben – Senta Moses als Delia Fisher
- 1997–2000: Hör mal wer da hämmert – Debbe Dunning als Heidi Keppert (2. Stimme)
- 2000: Der Bär im großen blauen Haus – Vicki Eibner als Ojo
- 2000–2004: Die wilden Siebziger – Lisa Robin Kelly als Laurie Forman
- 2001–2009: Pokémon – Rika Matsumoto als Ash Ketchum (2. Stimme)
- 2005–2009: Die wilden Siebziger – Christina Moore als Laurie Forman
- 2007: Die gruseligen Abenteuer von Billy und Mandy – Debi Derryberry als Nörgel Junior
- 2007: Speed Grapher – Takako Honda als Hibari Ginza
- 2007: Im Dienste ihrer Majestät – Licensed by Royalty – Megumi Toyoguchi als Claire Pennylane
- 2009–2010: Boston Legal – Tara Summers als Katie Lloyd

## Hoorspelen
- 1981–2009: TKKG (aflevering 1–43, 53–166) als Gaby Glockner
- 1988: Die drei ??? (aflevering 44) als Peggy
- 1989: Knight Rider (aflevering 10) als Blondine
- 1995: TKKG: Das Geheimnis um TKKG (oorspronkelijke versie) als Gaby Glockner
- 1999: Fünf Freunde (aflevering 31) als Mary
- 2001: Bob der Baumeister (aflevering 3) als Frau Töpfe
- 2004: Fünf Freunde (aflevering 57) als sprookjesverteller
- 2005: Die Ferienbande (aflevering 2) als Frau Schnabel
- 2005: Fünf Freunde (aflevering 64) als Silvia
- 2006: Bob der Baumeister (aflevering 20) als Frau Töpfe
- 2008: Sherlock Holmes (aflevering 28) als Mrs. Charlotte St. Clair
- 2008: Sherlock Holmes (aflevering 30) als Miss Mary Sutherland
- 2009: Fünf Freunde (aflevering 80) als serveerster